# Petrophile
Petrophile es un género de arbustos perennifolios de la familia Proteaceae. Es endémico de Australia. Por lo general tienen follaje espinoso, dividido y producen flores de color rosa, amarillo o crema seguido de frutos grises y cónicos.

## Taxonomía
Petrophile fue descrito por Robert Brown y publicado en On the cultivation of the plants belonging to the natural order of Proteeae 92. 1809. La especie tipo es: Petrophile fucifolia Knight. 

## Especies
Especies incluidas:
| - Petrophile acicularis R.Br. - Petrophile aculeata Foreman - Petrophile anceps R.Br. - Petrophile antecedens Hislop & Rye - Petrophile arcuata Foreman - Petrophile argyrotricha Gand. - Petrophile aspera C.A.Gardner ex Foreman - Petrophile axillaris Meisn. - Petrophile bakersiana Gand. - Petrophile biloba R.Br. (Granite Petrophile) - Petrophile biternata Meisn. - Petrophile brevifolia Lindl. - Petrophile canescens A.Cunn. ex R.Br. - Petrophile carduacea Meisn. - Petrophile chrysantha Meisn. - Petrophile chrysotricha Gand. - Petrophile circinata Kippist ex Meisn. - Petrophile clavata Hislop & Rye - Petrophile colorata Meisn. - Petrophile conifera Meisn. - Petrophile crassifolia R.Br. - Petrophile crispata R.Br. - Petrophile cunninghamii Meisn. - Petrophile cyathiforma Foreman - Petrophile dasyclada Gand. - Petrophile divaricata R.Br. - Petrophile diversifolia R.Br. - Petrophile drummondii Meisn. - Petrophile ericifolia R.Br. - Petrophile fastigiata R.Br. - Petrophile filifolia R.Br. - Petrophile glabriflora (Benth.) Domin - Petrophile glanduligera Lindl. - Petrophile glauca Foreman - Petrophile helicophylla Foreman - Petrophile heterophylla Lindl. - Petrophile imbricata Foreman - Petrophile inconspicua Meisn. - Petrophile incurvata W.Fitzg. | - Petrophile intricata Lindl. - Petrophile juncifolia Lindl. - Petrophile latericola Keighery - Petrophile linearis R.Br. (Pixie Mops) - Petrophile longifolia R.Br. - Petrophile macrostachya R.Br. - Petrophile media R.Br. - Petrophile megalostegia F.Muell. - Petrophile merrallii Foreman - Petrophile misturata Foreman - Petrophile multisecta F.Muell. - Petrophile nivea Hislop & Rye - Petrophile obtusifida Gand. - Petrophile pauciflora Foreman - Petrophile pedunculata R.Br. - Petrophile phylicoides R.Br. - Petrophile pilostyla Rye & Hislop - Petrophile plumosa Meisn. - Petrophile propinqua R.Br. - Petrophile prostrata Rye & Hislop - Petrophile pulchella (Schrad. & J.C.Wendl.) R.Br. - Petrophile recurva Foreman - Petrophile rigida R.Br. - Petrophile scabriuscula Meisn. - Petrophile semifurcata F.Muell. ex Benth. - Petrophile seminuda Lindl. - Petrophile serruriae R.Br. - Petrophile sessilis Sieber ex Schult. (Prickly Conesticks) - Petrophile shirleyae F.M.Bailey - Petrophile shuttleworthiana Meisn. - Petrophile squamata R.Br. - Petrophile striata R.Br. - Petrophile stricta C.A.Gardner ex Foreman - Petrophile stylaris Gand. - Petrophile teretifolia R.Br. - Petrophile trifurcata Foreman - Petrophile triloba Cels - Petrophile triternata Kippist ex Meisn. - Petrophile wonganensis Foreman |

## Distribución
Se distribuyen predominantemente por Australia Occidental, aunque varias especies se encuentran en otros estados, incluidos Australia Meridional, Nueva Gales del Sur y Queensland.